# Nationalstraße 4 (Japan)
Die Nationalstraße 4 (jap. 国道4号, Kokudō 4-gō) ist die wichtigste Nord-Süd-Straße in Japan und durchquert die japanische Hauptinsel Honshū von Chūō im Zentrum Tokios bis Aomori. Ihr Verlauf folgt dabei im Wesentlichen dem der alten Ōshū-Kaidō von Nihonbashi bis Shirakawa.
Ihr Südende liegt auf der Brücke Nihonbashi, die den Nullpunkt der Kilometrierung der japanischen Nationalstraße hat. Dort beginnt die in die andere Richtung verlaufende Nationalstraße 1. An ihrem Nordende in Aomori geht sie nahtlos in die Nationalstraße 7 über.

## Verlauf
- Präfektur Tokio
  - Chūō – Chiyoda – Taitō – Adachi
- Präfektur Saitama
  - Sōka – Koshigaya – Kasukabe – Satte – Kurihashi
- Präfektur Ibaraki
  - Koga
- Präfektur Tochigi
  - Oyama – Shimotsuke – Utsunomiya – Sakura – Yaita – Ōtawara – Nasushiobara
- Präfektur Fukushima
  - Shirakawa – Sukagawa – Kōriyama – Nihonmatsu – Fukushima – Date
- Präfektur Miyagi
  - Shiroishi – Iwanuma – Sendai – Ōsaki – Kurihara
- Präfektur Iwate
  - Ichinoseki – Ōshū – Kitakami – Hanamaki – Morioka – Ninohe
- Präfektur Aomori
  - Towada – Aomori